# Hyparrhenia hirta

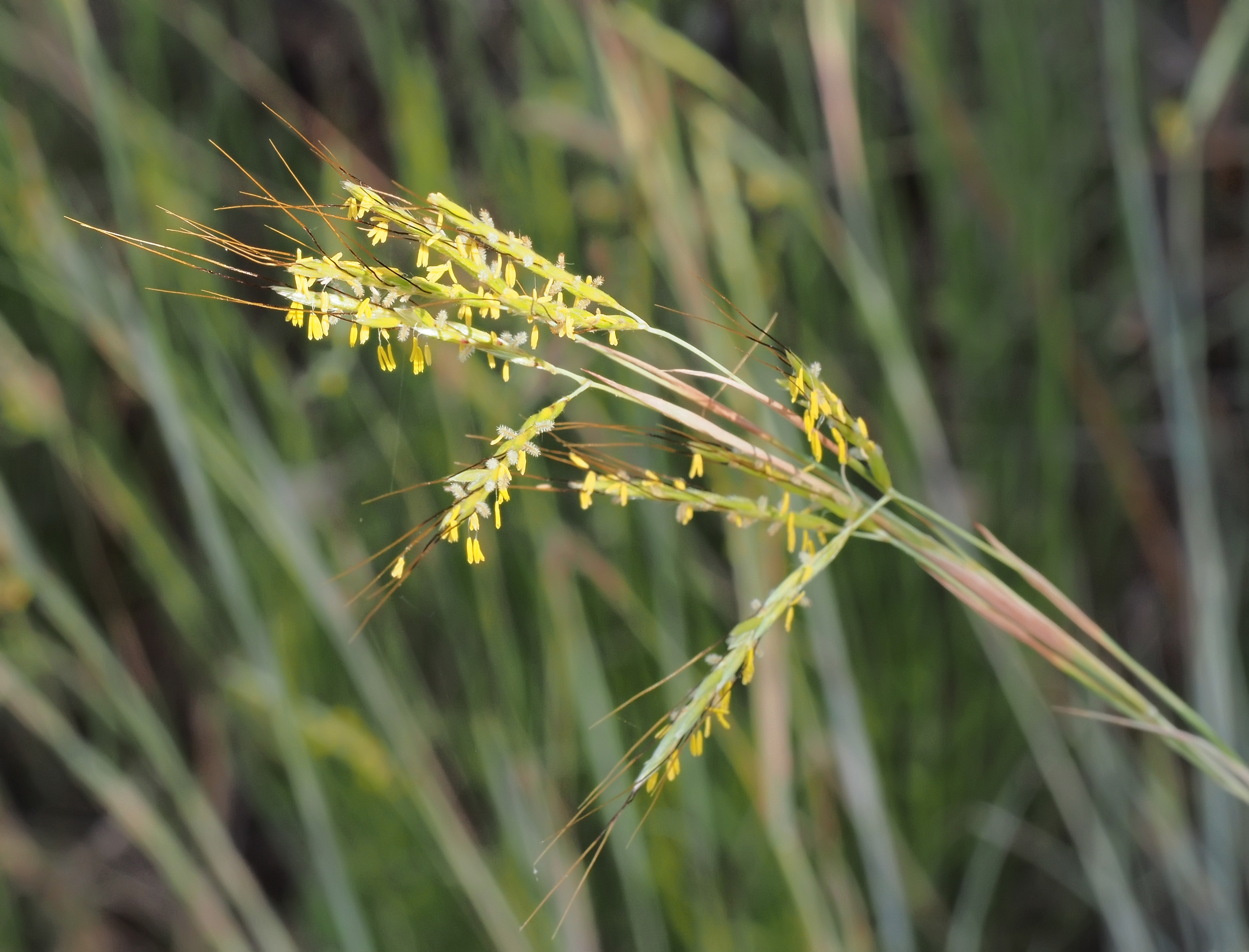
Espigas durante la floración.

El cerrillo  (Hyparrhenia hirta)   es una hierba gramínea de la familia de las poáceas.

## Descripción
Planta cosmopolita,  que tiene la inflorescencia dispuesta en pares de racimos frágiles y disimilares de espiguillas. La macolla de tallos enraiza bien en suelos arenosos y se eleva apretada y algo abierta en abanico. La arista presenta cierta angulosidad y se retuerce en la sequedad dando a la parte superior del vegetal un cierto aspecto piloso; la parte baja pronto torna el color verde de la lozanía por un dorado de agostamiento que da un tono monócromo a muchos caminos.

## Hábitat
Bordes de caminos y carreteras, colinas bajas y soleadas.

## Distribución
Planta cosmopolita de gran extensión en el hemisferio norte y abundante en el Mediterráneo.

## Sinonimia
| - Andropogon ambiguus Gennari ex Barbey - Andropogon collinus Lojac. - Andropogon giganteus (Chiov.) Eyles - Andropogon hirsutus var. pubescens (Vis.) Husn. - Andropogon hirtum L. - Andropogon modicus De Wild. - Andropogon pilosus Willd. ex Wight - Andropogon podotrichus Hochst. - Andropogon pubescens Vis. - Andropogon sinaicus Delile - Andropogon transvaalensis Stapf - Cymbopogon hirtus (L.) Thomson | - Cymbopogon modicus De Wild. - Cymbopogon pubescens (Andersson) Fritsch - Cymbopogon transvaalensis (Stapf) Stapf ex Burtt Davy - Heteropogon hirtus Pers. - Heteropogon pubescens Andersson - Hyparrhenia modica (De Wild.) Robyns - Hyparrhenia podotricha (Hochst.) Andersson - Hyparrhenia pubescens (Andersson) Chiov. - Hyparrhenia quarrei Robyns - Hyparrhenia sinaica (Delile) Llaurado ex G.Lopez Gonzales - Sorghum hirtum (L.) Kuntze - Trachypogon hirtus (L.) Nees |

## Nombres comunes
- Castellano: arbelaje, barrón, cebruna, cerillo, cerrillejo, cerrillo, lastón, pajameca, triguera, triguera borde, trigueras.[3]